# Microhyla minuta
Microhyla minuta é uma espécie de anfíbio anuro da família Microhylidae. Está presente no Vietname. A UICN classificou-a como pouco preocupante.